# Portretul lui Juan Martínez Montañés
Portretul lui Juan Martínez Montañés este o pictură neterminată, realizată în ulei pe pânză de către artistul spaniol Diego Velázquez în perioada 1635-1636. Aceasta reprezintă un portret al sculptorului Juan Martínez Montañés. Acum se află în colecția muzeului Prado din Madrid.

## Istorie
Acesta a fost realizat în timp ce subiectul său a apelat la Velazquez în timpul unei călătorii la Madrid între iunie 1635 și ianuarie 1636. Călătoria a fost făcută pentru a se realiza un bust din lut al lui Filip al IV-lea al Spaniei ca model pentru statuia ecvestră a lui Filip din bronzul sculptorului Pietro Tacca (statuie aflată acum în piața de Oriente din Madrid).
Relația lui Velázquez, în vârstă de 36 de ani, cu Montañés, în vârstă de 67 de ani, a fost de lungă durată - tutorele lui Velázquez, Francisco Pacheco, adăugând culoare mai multor sculpturi importante ale lui Montañés. Cea mai mare parte a atenției pictorului este pusă pe față și mâini, deși a avut mare grijă de restul portretului, evidențiind manșetele albe față de costumul complet negru.